# 野角乡
野角乡，是中华人民共和国贵州省毕节市七星关区下辖的一个乡镇级行政单位。

## 行政区划
野角乡下辖以下地区：
西桥村、沙拉槽村、大麻塘村、郎家塘村、邓家湾村、大水村、元华村、天星村、白龙村、北山村和茅坪村。